# Westkappelse Kreek

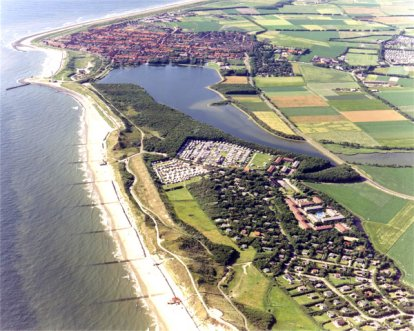
De Kreek bij Westkapelle, vroege jaren 90

De Westkappelse Kreek is een open water met een oppervlakte van circa 350 ha, dat is ontstaan na de dijkdoorbraak van de Westkappelse Zeedijk als gevolg van het bombardement van 3 oktober 1944 en de daaropvolgende inundatie van Walcheren. Het grootste gedeelte ligt ten westen van de N288, maar de kreek loopt door tot net voorbij de Schoutsweg bij Boudewijnskerke. De maximale diepte is 16 meter.
Voor het dichten van de dijk was de kreek net zo zout als het zeewater dat binnenstroomde, hierna is het verzoet totdat het zich halverwege de jaren 60 stabiliseerde als brakwaterkreek. De kreek voedt zich uit regenwater en kwelwater dat onder de dijk door komt.
Ten tijde van de vroege middeleeuwen lag er op deze locatie al een kreek, deze was ten tijde van de 10e eeuw echter al geheel dichtgeslibd.